# Melinis kallimorpha
Melinis kallimorpha är en gräsart som först beskrevs av Clayton, och fick sitt nu gällande namn av Georg Zizka. Melinis kallimorpha ingår i släktet Melinis och familjen gräs. Inga underarter finns listade i Catalogue of Life.